# Sarah Soetaert
Sarah Soetaert (Courtrai, 1979) è un'attrice teatrale, ballerina e cantante belga.
Dopo aver cominciato a studiare danza ad Anversa a nove anni, a quindici venne accettata nell'English National Ballet School e si trasferì a Londra. Terminati gli studi, debuttò nel West End londinese nel 1997, quando interpretò Victoria the White Cat nel musical di Andrew Lloyd Webber Cats. Ad esso seguì il tour britannico di Carousel e Fame, nuovamente a Londra. Nel 2001 recita e canta nuovamente nel West End, nel musical Kiss Me Kate con Marin Mazzie. Nel 2007 ha recitato per la prima volta nel ruolo di Roxie Hart nella produzione londinese di Chicago, un ruolo che tornò a ricoprire diverse volte nei successivi sei anni, tanto da diventare l'attrice ad aver interpretato Roxie per il maggior numero di repliche nel West End. Dopo aver recitato in On The Town al Théâtre du Châtelet ed aver interpretato la Baronessa nel tour inglese di Tutti insieme appassionatamente, nel 2018 torna a recitare a Londra nel terzo revival di Chicago, in cui interpreta nuovamente Roxie accanto al premio Oscar Cuba Gooding Jr.

## Filmografia parziale
- Nymphomaniac, regia di Lars von Trier (2013)